# Le Ranch de la malchance
Le Ranch de la malchance est la huitième histoire de la série Jerry Spring de Jijé. Elle est publiée pour la première fois du no 973 au no 980 du journal Spirou. Puis est publiée dans l'album éponyme en 1959, qui comprend deux autres histoires complètes : Enquête à San Juan et le Testament de l'oncle Tom.

## Univers

### Synopsis
Jerry et Pancho sont témoins de l'attaque d'une diligence par 3 bandits masqués. Ils interviennent et mettent en fuite les assaillants, réussissant même à blesser et à capturer l'un d'eux. Mais l'homme est achevé par ses complices qui craignent apparemment qu'il soit trop bavard. Jerry est intrigué : la diligence ne transportait rien de précieux et une seule passagère, une jeune femme de Boston nommée Jane Ellis. Le seul indice abandonné par les bandits est un morceau de garniture de selle en métal. 
Le shérif local, pas très motivé, est ravi qu'un marshal fédéral aussi célèbre que Jerry Spring vienne l'aider dans cette enquête. Jerry commence par interroger la passagère de la diligence. Jane Ellis est venue dans l'Ouest pour recueillir l'héritage d'un vieil oncle décédé, propriétaire d'un ranch dans les environs. Jerry soupçonne que le mobile de l'attaque est lié à ce ranch, et il demande à Pancho de s'y faire embaucher pour commencer à enquêter discrètement.
Quelques jours plus tard, Jerry accompagne Jane Ellis qui va prendre possession de son héritage, le Red Rocks ranch. Ils trouvent une exploitation presque à l'abandon et le régisseur, Mac Murray, explique que le ranch périclite depuis que le propriétaire voisin a fait clôturer ses terres, privant le bétail du Red Rocks d'un accès à la rivière. En inspectant les lieux, Jerry a tôt fait de s'apercevoir que la rivière a en fait été détournée volontairement. Sommé de s'expliquer, le voisin en question, Tom Halley, invite Jane et Jerry dans son ranch "pour s'arranger aimablement".
Le soir, au cours du repas, Tom Halley essaie de convaincre Jane que diriger un ranch est « une affaire d'homme » et lui propose d'acheter le Red Rocks pour un bon prix. Pendant ce temps, Pancho, qui s'est fait engager comme cuisinier par Halley, surprend les deux bandits responsables du guet-apens contre la diligence en train de rendre compte de leur échec à Halley, qui est le véritable commanditaire de l'attaque. Surpris par Jim, le régisseur du ranch, il est sauvé in extrémis par une ruse de Jerry qui propose à Halley d'aller le livrer lui-même à la police du comté.
Mais, une fois Jerry et Jane Ellis partis en emmenant leur soi-disant « prisonnier »,  Halley se rend compte qu'il s'est fait rouler et envoie ses hommes intercepter leur voiture. Jerry, qui se méfiait, ne se laisse pas surprendre : l'un des bandits est abattu, l'autre est fait prisonnier. Tom Halley en personne survient sur ces entrefaites et tente de renverser la situation, mais son régisseur, Jim, qui ne fait pas partie du complot et qui comprend qu'il est désormais un témoin gênant, désarme son patron. L'unique bandit survivant, confondu par la garniture de sa selle oubliée sur les lieux de l'attaque, accepte de témoigner contre Tom Halley. C'est lui qui a monté toute l'affaire : il voulait s'approprier le Red Rocks ranch en éliminant l'héritière.
Jane Ellis propose à Jerry le poste de régisseur de son ranch, en remplacement du vieux Mac Murray qui a perdu sa confiance. Mais Jerry refuse et lui conseille d'embaucher Jim, qui fera bien mieux l'affaire. Pancho et Jerry repartent à l'aventure, et pour une fois le « Gordito » ébauche un regret : « C'était un beau ranch, Jerry... Et miss Ellis aurait pu faire une bien jolie madame Spring... ainsi va la vie... ».

### Personnages
Jerry Spring : le principal héros de l'histoire, il porte l'insigne de marshal fédéral des États-Unis. Jeune homme aux allures de cow-boy, monté sur un magnifique cheval nommé Ruby, qui n'accepte aucun autre cavalier que lui. Courageux, loyal, fidèle en amitié, il est toujours prêt à redresser les torts, à rétablir la justice et à se porter à l'aide de qui en éprouve le besoin.
Pancho dit El Panchito : mexicain rondouillard, il est l'ami indéfectible de Jerry Spring, même si les initiatives aventureuses de ce dernier le laissent parfois perplexe. Il aime la sieste et la tequila, mais peut aussi à l'occasion s'avérer un redoutable combattant.
Jane Ellis : jeune femme de Boston, héritière d'un ranch dans l'Ouest. Décidée et d'un caractère bien trempé.
Mac Murray : régisseur du Red Rocks ranch. Ni très motivé, ni très efficace.
Tom Halley : propriétaire de ranch, ambitieux et sans scrupule.
Jim : régisseur du ranch de Halley, qui a su comprendre les choses au bon moment.
Johnny, alias John ou Joe et ses 2 complices : bandits sans scrupules engagés pour accomplir une sale besogne.

### Anecdotes
- Jerry Spring utilise plusieurs fois son arme dans cette aventure, et cette fois il y a des victimes... Mais à y regarder de plus près, il semble bien que ce soient les balles tirées par Pancho qui aient fait mouche. Lors de l'attaque de la diligence, Jerry commence par tirer en l'air, et c'est le Colt de Pancho qui blesse le bandit Joe au bras droit. Jerry tire bien ensuite sur les fuyards, mais il ne touche que la selle de l'un d'eux. À la fin de l'épisode, l'un des bandits est tué, mais le découpage de l'action par Jijé nous laisse dans l'expectative car il ne montre pas vraiment ce qui s'est passé. Trois coups de feu claquent, Jerry et Pancho sont tous deux armés, l'homme est mort... Lequel des deux a tiré ? On ne le saura jamais.